# 499

499(사백구십구)는 498보다 크고 500보다 작은 자연수다.

## 수학
- 95번째 소수(素數)다. 앞의 소수는 491, 다음 소수는 503이다.

## 과학
- NGC 499(영어판): 물고기자리 방향에 있는 은하.

## 교통
- 일본 499번 국도: 나가사키현 나가사키시에서 가고시마현 아쿠네시까지 이어지는 일본의 국도.
- 현도 제499호선

## 문화유산
- 대한민국의 보물 제499호: 양양 낙산사 칠층석탑
- 대한민국의 사적 제499호: 함양 남계서원

## 방송
- KT HCN의 SPOTV 프라임2 채널 번호.

## 기타
- 연도: 499년, 기원전 499년